# Rama IX-bron
Rama IX-bron (thai: สะพานพระราม 9) är en bro över Chao Phraya i Bangkok, Thailand.
Bron namngavs för att hedra kung Bhumibol Adulyadej (Rama IX) på hans 60-årsdag den 5 december 1987, samma dag som bron öppnades för trafik. Det är Thailands första snedkabelbro och den näst längsta snedkabelbron i världen vid öppnandet .